# Perissias taeniopterus
 Perissias taeniopterus és un peix teleosti de la família dels bòtids i de l'ordre dels pleuronectiformes present a les costes centrals del Pacífic Oriental (des de Mèxic fins a Panamà). Pot arribar als 11 cm de llargària total.